# جشنواره فیلم خورشید نیمه‌شب (سدان‌کوله)

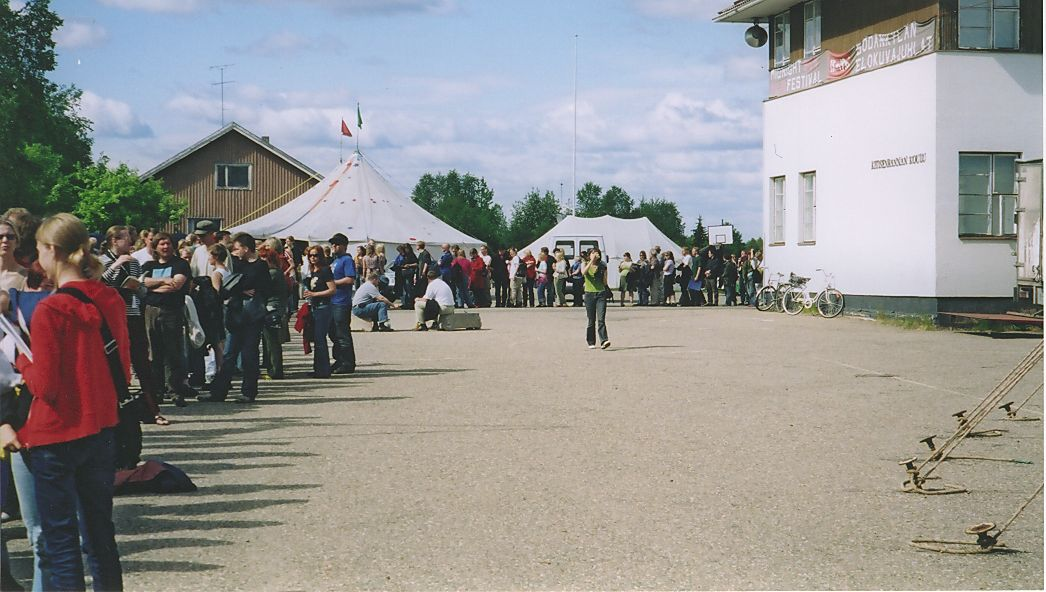
صف تماشاگران در سدان‌کوله (۲۰۰۵) برای تماشای فیلم رزتا

جشنواره فیلم خورشید نیمه‌شب (فنلاندی: Sodankylän elokuvajuhlat) یک جشنواره فیلم پنج روزه سالانه در در شهر سدان‌کوله در منطقه لاپلند فنلاند است.
این جشنواره معمولاً در هفته دوم ژوئن برگزار می‌شود. اصلی‌ترین ویژگی این جشنواره، نمایش فیلم بدون وقفه است و این در حالی است که در این موقع از ماه ژوئن خورشید در این منطقه عمدتاً می‌تابد و غروب ندارد.

## برگزاری
جشنواره فیلم خورشید نیمه‌شب یک جشنواره کاملاً غیررقابتی است. بین ۲۰ تا ۳۰ فیلم از سراسر جهان در دبیرخانه این جشنواره پذیرش نهایی می‌شوند. در بخش‌های جنبی فیلم‌های سینمای فنلاند و آثار کلاسیک سینما نمایش داده می‌شود. از مهمترین ویژگی‌های این جشنواره حضور مهمانان آن است. عمدتاً ۴ تا ۵ کارگردان و سینماگر مستقل به این جشنواره دعوت می‌شوند و برنامه‌های نقد و تحلیل فیلم برگزار می‌کنند. رشد مخاطبان در این جشنواره قابل توجه است و در سال ۲۰۱۹ حدود ۲۵ هزار نفر مخاطب آن بوده‌اند.

## سینماگران حاضر
این جشنواره برای اولین بار در سال ۱۹۸۶ برگزار شد و اولین سینماگران مهمان ساموئل فولر ،جاناتان دمی، برتران تاورنیه و ژان پیر گورین بودند. در سال‌های بعدی نام‌های بسیار بزرگی مانند جیم جارموش، کریستوف کیشلوفسکی، راجر کورمن، تری گیلیام، فرانسیس فورد کوپولا، عباس کیارستمی و میلوش فورمن به این جشنواره دعوت شده بودند.

## سال ۲۰۱۹ و حضور چهره‌های ایرانی
عباس کیارستمی در سال ۲۰۰۷ مهمان و سینماگر ویژه جشنواره فیلم خورشید نیمه‌شب بود. در سال ۲۰۱۹ در کنار سینماگرانی مانند فرناندو میرلس، ارنو دپلشن و پرنیلا آگوست، از سینمای ایران شهاب حسینی، محسن مخملباف و مرضیه مشکینی جزو سینماگران مدعو بودند.